# 举手击掌

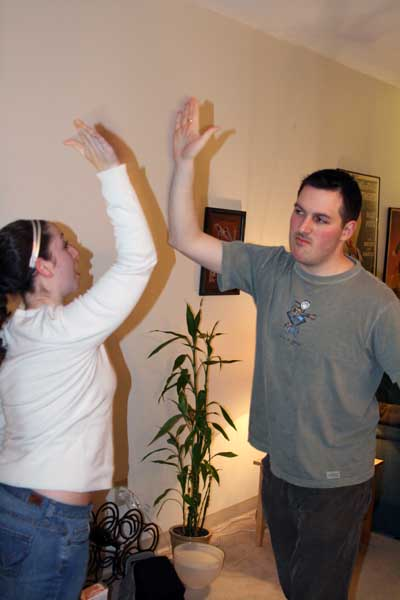
举手击掌

举手击掌（High-Five），是美國文化手勢的一種一般代表了「慶祝成功的擊掌」有時也寫成「Give me five」。這個手勢用於兩人之間，動作是兩人各高舉一隻手，並向對方的手拍擊。1977年，美國棒球隊員格蘭·伯奇Glenn Burke和達斯基·貝克Dusty Baker是最典型的代表，他們經常在洛杉磯的道奇球場上做出這個手勢，可確定的是，這是棒球場上第一個使用High-five的例子。當時伯奇經常使用這個手勢「預告」貝克會贏。
在孩童的遊戲中，举手击掌的手勢搭配著有押韻的歌謠：「up high, to the side, to the other side, down low, too slow!」當唸到too slow時，手就要快速放下讓對方擊不到掌。
美國在每年四月的第三個星期四，是「國家举手击掌日」，2005年四月舉辦的是第五屆。
在微軟的線上聊天軟體MSN Messenger上，也有举手击掌的表情符號，在6.0以上的版本，輸入（h5）就能看到兩個手掌的符號。